# Intercosmos 2
Intercosmos 2 fue un satélite artificial científico soviético perteneciente al programa Intercosmos y a la clase de satélites DS (el primero de tipo DS-U1-IK) y lanzado el 25 de diciembre de 1969 mediante un cohete Cosmos 2 desde el cosmódromo de Kapustin Yar.

## Objetivos
El objetivo de Intercosmos 2 fue estudiar la ionosfera terrestre y la concentración de electrones e iones positivos en la atmósfera superior. Los estudios de Intercosmos 2 fueron continuados por la misión Intercosmos 8 en 1972.

## Características
El satélite tenía una masa de 325 kg y fue inyectado inicialmente en una órbita con un perigeo de 206 km y un apogeo de 1200 km, con una inclinación orbital de 48,4 grados y un periodo de 98,48 minutos.
Tenía forma de cilindro bajo, con menos de un metro de altura y diámetro. Uno de los extremos finalizaba en una semiesfera y el otro en una superficie con una curvatura de aproximadamente un cuarto de esfera. El satélite no utilizaba paneles solares debido a que el campo magnético generado por los mismos interferiría con las mediciones. En cambio, utilizaba baterías como fuente de energía. No existía control de actitud, aunque la orientación podía ser determinada mediante detectores solares y de campo magnético. Los datos podían ser transmitidos en tiempo real o podían guardarse a bordo de la nave.
A bordo llevaba una baliza ionosférica, sondas esféricas de iones, sondas de temperatura de electrones de alta frecuencia y sondas de Langmuir.
Intercosmos 2 funcionó durante 56 días, un total de 109 órbitas, tras los cuales reentró en la atmósfera el 8 de junio de 1970.

## Resultados científicos
Intercosmos 2 recogió, entre otros, datos sobre la temperatura de electrones en la ionosfera. Los datos obtenidos por el satélite han sido usados para modelar la presencia de iones de hidrógeno y oxígeno en la ionosfera